# Der Vampyr (Marschner)
Pour les articles homonymes, voir Der Vampyr.
Personnages
- Lord Ruthwen (baryton)
- Sir Humphrey, Laird von Davenaut (basse)
- Malwina, sa fille (soprano)
- Edgar Aubry, un parent (ténor)
- Sir Berkley (basse)
- Janthe, sa fille (soprano)
- George Dibdin, au service de Davenaut (ténor)
- John Perth, administrateur de la succession du comte de Marsden (rôle parlé)
- Emmy, sa fille et épouse de George Dibdin (soprano)
- Habitants de Marsden :
  - James Gadshill (ténor)
  - Richard Scrop (ténor)
  - Robert Green (basse)
  - Toms Blunt (basse)
- Suse, épouse de Blunt (mezzosoprano)
- Le Maître des vampires (rôle parlé)
- Un maréchal de la cour de Davenaut (basse)
- Un majordome (Bass)

Der Vampyr est un opéra de la période romantique allemande, de Heinrich Marschner basé sur un livret de Wilhelm August Wohlbrück. Il s'agit de l'adaptation de la pièce Der Vampyr oder die Todten-Braut de Heinrich Ludwig Ritter, elle-même basée sur la nouvelle de Le Vampire de John Polidori. La même année, Peter Josef von Lindpaintner met également cette œuvre en musique.

## Argument

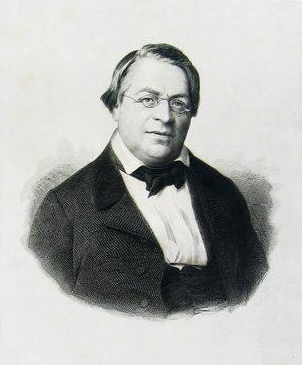
Portrait du compositeur Heinrich Marschner, gravure par Lazarus Sichling.

Lord Ruthwen est devenu un vampire et doit sacrifier trois épouses vierges au diable dans les 24 heures, pour lesquelles il lui sera accordé une autre année. Il a facilement ses deux premières victimes, Janthe et Emmy, tandis qu'Aubry, par gratitude, reste loyal envers le Lord, car celui-ci lui a sauvé la vie par le passé. Lorsque Ruthwen choisit Malwina comme troisième victime, Aubry, malgré son serment, décide de ne pas exposer la vérité au sujet de Ruthwen. Au moment où le mariage de Malvina est prononcé et où elle doit devenir la proie de Ruthwen, le délai est expiré et le vampire va en enfer, frappé par la foudre.

## Orchestration
| Instrumentation de Der Vampyr                                             |
| Bois                                                                      |
| 2 flûtes, 2 piccolos, 2 clarinettes, deux hautbois, 2 bassons, un serpent |
| Cuivres                                                                   |
| 4 cors, 2 trompettes, 3 trombones                                         |
| Percussions                                                               |
| Tam-tam, cloches, orage                                                   |
| Instrument à cordes frottées                                              |

## Histoire
L'oeuvre de Heinrich August Marschner se situe à l'apogée d'un mouvement de mode de la période Biedermeier où de nombreuses histoires sur les vampires sont apparues.
Der Vampyr (le vampire) est considéré comme un trait d'union entre les œuvres de Carl Maria von Weber et singulièrement der Freischütz (1821)  et der Fliegende Hollander de Richard Wagner (1843), ces deux opéras mettant également en scène des éléments et situations surnaturelles.
La composition musicale s'inspire par plusieurs aspects de Carl Maria von Weber, notamment le duo Aubry/Malwina dont le thème est présent dès l'Ouverture ou encore le Sabbat des Sorcières qui n'est pas sans évoquer la Wolf Glen's scène du Freischütz.
Il comprend également une part importante de dialogue parlés.
Considéré comme dépassé par Der Fliegende Holländer, l'oeuvre de Marschner a été peu jouée.
En 1925, le compositeur et chef d'orchestre allemand Hans Pfitzner propose une adaptation de Der Vampyr, avec des arrangements lyriques et orchestraux, et tente de valoriser l'oeuvre comme représentante du romantisme allemand face à l'opéra italien.
En 1999, le label Capriccio enregistre une intégrale de l'opéra, dialogues parlés compris, avec le Orchestre symphonique de la WDR de Cologne sous la direction de Helmut Froschauer, qui sera réédité en 2013.
En 2016, le jeune acteur et metteur en scène Antú Romero Nunes revisite l'oeuvre pour des représentations au Komische Oper de Berlin puis pour le Grand Théâtre de Genève, raccourcit les dialogues, supprime quelques intrigues secondaires et demande à Johannes Hofmann de composer une nouvelle musique d'intermède, composée surtout d'effets sonores, l'opéra durait désormais 80 minutes et était présentée sous l'appellation « Théâtre musical d’après Heinrich Marschner ».
Le Staatsoper de Hanovre propose également sur la plate-forme Operavision, une adaptation de der Vampyr, dans une mise en scène modernisée de Ersan Mondtag.

## Discographie
- Jonas Kaufmann, Franz Hawlata, Regina Klepper, Markus Marquardt, Rundfunkorchester Köln, WDR Rundfunkchor Köln, Helmuth Froschauer. 1999. Capriccio 60083
- Siegmund Nimsgern, Carol Farley, Anastasia Tomaszewska-Schepis, Josef Protschka, Armando Caforio, Galina Pisarenko, Martin Engel, Chœur et orchestre symphonique de Radio Italiana, direction Günter Neuhold. Enregistrement à Rome, 1980. HOMMAGE 7001834-HOM
- Nikolaus Hillebrand, Arleen Augér, Donald Grobe, Roland Hermann, Victor von Halem, Jane Marsch… ; Chœur et orchestre symphonique de la Radiodiffusion bavaroise, direction : Fritz Rieger. Munich, 1974. Opera D'Oro OPD-1186.
- Gisela Rathauscher, Traute Skladal, Liane Synek, Maria Nussbaumer, Kurt Equiluz, Erich Kuchar, Fritz Sperlbauer, Großes Wiener Rundfunkorchester, direction : Kurt Tenner. En studio à Vienne, 1951. Line Music/Cantus Classics CACD 5.00269 F